# Lista över insjöar i Sverige med namn som slutar på -järvi (Svealand och Södra Norrland)
järvi  ingår i namnet på följande insjöar i Finnskogsområdet som har Wikipedia-artikel:
- Kärsajärvi, sjö i Filipstads kommun och Värmland 59°57′48″N 14°08′57″Ö / 59.96346°N 14.14915°Ö
- Vässinjärvi, sjö i Ljusdals kommun och Dalarna 61°29′55″N 14°40′15″Ö / 61.49859°N 14.67074°Ö
- Rojärvi, sjö i Sandvikens kommun och Gästrikland 60°44′27″N 16°25′28″Ö / 60.74080°N 16.42456°Ö
- Noppijärvi, sjö i Ljusdals kommun och Hälsingland 61°29′43″N 14°53′01″Ö / 61.49526°N 14.88360°Ö